# Districtul Fouka
Fouka este un district din provincia Tipaza, Algeria.